# Pace (Missisipi)
Pace – miasto (ang. town) w USA, w stanie Missisipi, w hrabstwie Bolivar. Według danych z 2020 roku miejscowość zamieszkiwały 183 osoby.
Miasto położone jest nad strumieniem Bogue Phalia, przy drodze stanowej nr 8, łączącej Cleveland z Rosedale.